# Boulevard Depo
Boulevard Depo (рус. Бульва́р Депо́; настоящее имя — Артём Серге́евич Кули́к; род. 1 июня 1991, Уфа) — российский рэпер, автор песен, бывший участник и создатель творческого объединения YungRussia. За свою музыкальную карьеру успел выпустить 7 студийных альбомов, 4 микстейпа, 8 мини-альбомов и 23 сингла.

## Биография и музыкальная карьера

### Продюсер: рождение — начало музыкальной карьеры
Родился 1 июня 1991 года в Уфе. Некоторый период своего детства прожил в городе Комсомольск-на-Амуре, но позже со своей семьёй вернулся на родину. Проходил обучение в местной уфимской гимназии, увлекался рисованием граффити, а также состоял в команде «уличных художников» «Never Been Crew» (сокращённо NBC) и имел там псевдоним Depo. Параллельно пробует себя в написании собственной музыки. Первые свои записи Артём делал на дешёвый микрофон с плохим качеством звука. Позднее, решает немного поменять свой псевдоним на Depo Blvrd, так как Артём жил на одном из бульваров Уфы. Чуть позже знакомится с i61, вместе с ним и с Gera Pkhat образовывают музыкальный коллектив «L’Squad», куда также входили 43ai, Agressive Ivan. Примерно в то же время Gera Pkhat приводит его на студию звукозаписи, где Артём записывает свои первые качественные треки под инструменталы популярных на то время американских рэп-хитов. Тогда же «L’squad» выпускают музыкальный видеоклип на трек Music Make U Move, ставший локальным хитом в Уфе. В 2009 году принимает решение переехать жить в Санкт-Петербург, где записывает и выпускает свой первый неофициальный микстейп «Places Of Distributions». Окончив гимназию, поступает в один из вузов на юридический факультет, где не смог доучиться. И чтобы обеспечить себя финансово начинает работать поваром.

### Объединение «YungRussia» — микстейп «Sweet Dreams»
В период с 2012 по 2013 год выпускает микстейпы EvilTwin и Dopey. 2 мая 2014 года выходит дебютный студийный альбом Rapp, на котором гостевым участием отметились Jeembo и i61, звучание на нём Артём характеризует словом «weedwave». В 2014 году Артём создаёт творческое объединение «YungRussia», куда позже вошли объединения «Dead Dynasty», «Dopeclvb», «LITALIMA» и «Sabbat Cult». Впоследствии объединение начинает активно гастролировать вместе, а самыми яркими выходцами «Молодой России» помимо Артёма становятся Pharaoh, Mnogoznaal, Thomas Mraz, GONE.Fludd, Jeembo и другие.
В период с 2015 по 2016 год Артём выпустил 4 совместных мини-альбома: Paywall и Плакшери с Pharaoh'ом и две части Rare Gods с i61. 21 апреля 2015 года выходит музыкальный видеоклип на сингл Champagne Squirt совместно с Pharaoh’ом. Данное видео стало вирусным в Интернете во второй половине 2015 года, а также стало объектом насмешек и мемов, после чего Артём получил более широкую известность. Примерно в это же время объединение «YungRussia» отправляется в свой общий тур «Showcase Tour». Осенью 2015 года вышел второй альбом Otricala, на котором гостевым участием отметились i61, Pharaoh, Glebasta Spal, Jeembo и Tveth, а также вышел музыкальный видеоклип на трек Топский Павел, который посвящён его близкому другу Ермакову Камилю Фамиловичу.
11 сентября 2016 года в свет выходит видеоклип на трек 5 минут назад, который вошёл в совместный с Pharaoh'ом проект Плакшери. Композиция стала одним из лучших хитов года, а видеоработа расположилась на девятом месте в категории самых быстрорастущих по просмотрам музыкальных видео за 2016 год на видеохостинге YouTube. Осенью этого же года творческое объединение «YungRussia» прекратило своё существование. Один из его основателей Даниель сообщил об этом в официальном сообществе в социальной сети «ВКонтакте». Он аргументировал это решение тем, что участники достигли своей цели и вправе развалить объединение. Также в октябре «YungRussia» отправились в свой прощальный тур «Harvest Time».
11 мая 2017 года вышел мини-альбом Sport, в записи которого также поучаствовали i61, Die4r и Stealthtank. 21 июля 2017 года вышел третий альбом Sweet Dreams с гостевыми куплетами от Sinodasi, Pharaoh и Glebasta Spal. 22 августа 2017 года Артём выпустил музыкальный видеоклип на композицию Carousel с микстейпа Sweet Dreams, выполненный в интерактивном стиле.

### Альбом «Rapp2» — настоящее время
19 апреля 2018 года вышел долгожданный четвёртый альбом Rapp2, который является продолжением первой части. В записи музыкального релиза также приняли участие Summer of Haze, i61, Лауд, Ic3peak, Big Baby Tape, OFFMi и другие. 11 мая 2018 года Артём выпускает видеоклип на трек Кащенко при участии своего альтер эго PowerPuff Luv. Сам клип был снят в психиатрической больнице, а в нём также снялись давние друзья Артёма: Jeembo, Acid Drop King, Pkhat и i61.
22 февраля 2019 года состоялся долгожданный релиз второго мини-альбома Boulevard Depo под названием Stay Ugly, состоящий из шести сольных композиций и вышедший на лейбле Warner Music Russia. Сразу после релиза, Stay Ugly занял первое место в альбомных чартах iTunes, Apple Music и ВКонтакте, а также получил положительные отзывы от различных изданий и от самих слушателей. 29 марта 2019 года вышел музыкальный видеоклип на трек No Flag из этого мини-альбома. А роль камео в нём исполнили Lovesomemama, Хаски и Ефим Барашков (ранее известный как Acid Drop King).
Личная жизнь.
Boulevard Depo долгое время подчеркивал в разговорах с журналистами, что отказывается поднимать тему личной жизни. По словам рэпера, ему больше нравилось заниматься творчеством, а перерывы проводить с друзьями. Все изменилось с появлением в поле зрения артиста особенной женщины — музыкальной журналистки и радиоведущей Юлии Чинаски.
Молодые люди познакомились в рабочей обстановке, когда Юлия должна была взять у Артема интервью. Рэпер сразу почувствовал себя в безопасности рядом с будущей женой. Это ощущение стало одним из решающих факторов для того, чтобы создать с ней семью. Перед тем как зарегистрировать брак в 2022 году, пара больше года состояла в романтических отношениях.

## Конфликты

### Жак-Энтони
В 2016 году в своём Instagram-аккаунте Артём выложил фотографию, на которой он якобы мочится на микроавтобус с символикой лейбла Жака-Энтони «Reigun Records». Впоследствии Жак написал несколько гневных твиттов в своём Twitter-аккаунте, в которых грозил расправой Артёму. Спустя год Жак на шоу «Вписка» рассказал о встрече с Артёмом на одной из вечеринок. Жак сообщил, что они хорошо пообщались и он не держит зла на Артёма из-за конфликта годичной давности.

### Pharaoh
9 февраля 2018 года Pharaoh выступил на дне рождения у российского футболиста Фёдора Смолова. Чуть позже Артём написал в своём Twitter'е: «Пристрелите меня, если я вдруг впишусь на корпоративах выступать, ей-богу». Многие слушатели обоих артистов посчитали, что этот твит адресован именно Глебу. Весной 2018 года Артём принял участие в шоу «Узнать за 10 секунд». Одной из загаданных ведущими композиций стал трек Pharaoh «Одним целым». Артём начал наугад называть имена Flesh’а и Трэвиса Скотта, после чего сказал: «Да ладно, я прикалываюсь, я же знаю, кто это». Причём имя или псевдоним Глеба так и не назвал, но ответ всё равно был засчитан. Глеб же заявил, что ни с кем не ссорился и Артём сам обижается не понятно на что. Также Глеб положительно отозвался о нём в интервью журналу «Vogue», назвав Артёма своим другом. В интервью у Esquire Russia Boulevard Depo сказал, что общение сошло на «нет» из-за гнусного, мерзкого отношения к ребятам (которые были в YungRussia).

### Oxxxymiron
В мае 2018 года Oxxxymiron в своём Twitter-аккаунте сравнил название и дизайн обложки сингла его подопечных артистов из «Booking Machine» Thomas’а Mraz’а и Markul'а Sangria с чуть позже выпущенным синглом американского исполнителя Pharrell’а Williams’а «Sangria Wine», слегка усмехаясь над западными коллегами по музыке. В ответ на это Артём написал, что Oxxxymiron сошёл с ума. Тот ответил, что он давно сошёл с ума и то, что это всего лишь шутка, и его обвинение в плагиате не стоит воспринимать всерьёз. На что Артём ответил, что Oxxxymiron часто серьёзно высказывается насчёт подобных тем. На этом диалог двух исполнителей был закончен.

### Kizaru
Конфликт начался с того, что с начала 2016 года Kizaru начал нелестно отзываться об объединении «YungRussia» и его участниках в своих трансляциях в Periscope. В ответ на это, в июле 2016 года Артём опубликовал на своем Instagram-аккаунте скриншот из игры Pokemon Go, на котором видно, что персонаж похожий на крысу был переименован в Kizaru. В этот же день, Олег оставил гневный комментарий с оскорблениями и угрозами в адрес Артёма, за которым не последовало никаких ответов.
Спустя 2 года, 26 октября 2018 года Kizaru опубликовал твит в котором рассказал, что «из-за федерального розыска он даже не может ИП открыть». В ответ на это, Boulevard Depo написал, якобы «какой толк в российском федеральном розыске, если ты в Барселоне». После этого началась перепалка артистов в Instagram, в ходе которой Артём написал, что Kizaru «хайпит» на своем положении, а Олег много раз назвал Артёма «ненормальным». В конце Артём попросил Олега, чтобы он заблокировал его в Twitter, что и было сделано.

### Flesh
Осенью 2018 года у Flesh’а вышел музыкальный видеоклип на композицию Space Jam, после которого Павел получил шквал критики от слушателей и обвинения в плагиате видеоклипов Playboi Carti What и Machine Gun Kelly Wild Boy. В своем Twitter-аккаунте Павел написал пост в котором он частично отрицает все обвинения в свою сторону и предложил к любому названному артисту найти как минимум по два аналога, на что Артём довольно дерзко его «послал куда подальше». В ответ на это Павел написал, что всегда уважал его движение «YungRussia», а также, что так разговаривать Артём с ним не должен. Артём же написал, что i61 научил Павла всему и то, что он ранее его тоже уважал и назвал Павла «пиявкой, сосущую стиль» других исполнителей, которую половина страны не любит за это. Далее Павел признаёт, что сотрудничество с i61 принесло ему большой опыт, а также предложил Артёму прослушать его грядущий музыкальный альбом и высказать честное мнение о нём. В итоге Павел признал, что в своем диалоге с Артёмом он «перегнул» с высказываниями в его адрес, а также, что артисты, обладающие оригинальным стилем, в России все же присутствуют.

### Big Baby Tape
15 апреля 2021 года Артём исполнял на своём концерте в Ростове совместный трек с Big Baby Tape «Люди дрессируют людей». Перед тем как начал играть куплет при участии Егора, Артём попросил диджея остановить трек со словами: «Виталя, вырубай! А дальше мы слушать не будем. Дальше [пофиг] кто там, что там». Слушатели предполагают, что причиной такого высказывания послужил совместный трек Kizaru и Big Baby Tape «Stick Out», с первым у Артёма ранее были конфликты.

## Дискография
Студийные альбомы
| Год  | Название              |
| ---- | --------------------- |
| 2014 | Rapp                  |
| 2015 | Otricala              |
| 2017 | Sweet Dreams          |
| 2018 | Rapp 2                |
| 2020 | Old Blood             |
| 2023 | «Сертоловский токсик» |
| 2024 | «Футуроархаика»       |

Микстейпы
| Год  | Название              |
| ---- | --------------------- |
| 2009 | Place Of Distribution |
| 2012 | EvilTwin              |
| 2013 | Dopey                 |
| 2014 | OCB Smoking Raw       |

Мини-альбомы
| Год  | Название                           |
| ---- | ---------------------------------- |
| 2015 | Paywall (совместно с Pharaoh)      |
| 2016 | «Плакшери» (совместно с Pharaoh)   |
| 2016 | Rare Gods. Vol.1 (совместно с i61) |
| 2016 | Rare Gods. Vol.2 (совместно с i61) |
| 2017 | Sport                              |
| 2019 | Stay Ugly                          |
| 2021 | Омофор (совместно с Jeembo)        |
| 2021 | Qwerty Lang (совместно с SP4K)     |

Синглы
| Год  | Название                                                              |
| ---- | --------------------------------------------------------------------- |
| 2012 | «Иван Дорн под водой» (при уч. i61)                                   |
| 2013 | «PvrpleBlvck» (при уч. Jeembo)                                        |
| 2013 | «R N SI’KR XW» (при уч. Jeembo)                                       |
| 2014 | «Champagne Squirt» (при уч. Pharaoh)                                  |
| 2014 | «Iraq» (при уч. i61, Glebasta Spal, Basic Boy, Killah Tveth и Jeembo) |
| 2014 | «CO2» (при уч. Jeembo)                                                |
| 2015 | «My OCB Is So Hard»                                                   |
| 2015 | «No War» (при уч. i61, Cold$iemens и Killah Tveth)                    |
| 2015 | «2007» (при уч. Gooddeem, i61, Wefyr и Pkhat)                         |
| 2015 | «Моё тело» (при уч. Krestall / Courier)                               |
| 2016 | «Like a chief like a Heston» (при уч. i61)                            |
| 2016 | «C:\404 Rus» (при уч. i61 и Hash Tag)                                 |
| 2017 | «Rapper Tears»                                                        |
| 2018 | «Боимся лишь себя» (при уч. Delta Arthur)                             |
| 2019 | «Сайфер» (при уч. Big Baby Tape, OFFMi, I61, БАТЕРС)                  |
| 2020 | «Off Top»                                                             |
| 2021 | «Ревность» (при уч. Pretty Scream)                                    |
| 2022 | «ВОК»                                                                 |
| 2022 | «AYОЙ»                                                                |
| 2022 | «Улицы» (при уч. BATO)                                                |
| 2023 | «Феномен» (при уч. DopeVvs)                                           |
| 2024 | Должен Remix (при уч. Dj Stonik1917)                                  |
| 2024 | «ХП»                                                                  |
| 2024 | «Гандикап ХП + 1» (Макси-сингл)                                       |

Участие в альбомах
| Год  | Песня                     | Другие исполнители | Альбом                          |
| ---- | ------------------------- | ------------------ | ------------------------------- |
| 2014 | «Грязь»                   | Kreem              | Creme De La Creme               |
| 2015 | «Fresh Soft»              | i61                | Shelby Vol.2 (Infinity)         |
| 2015 | «420»                     | Velial Squad       | Afterdeath                      |
| 2016 | «Gloucoma»                | Thomas Mraz        | May13                           |
| 2016 | «Crazy Again»             | Gera Pkhat         | Forfree                         |
| 2017 | «Metro»                   | Tveth              | Capital                         |
| 2017 | «OG»                      | Sapa13             | The Seventh Fibonacci Number    |
| 2017 | «Market Place»            | Velial Squad       | Market Playaz                   |
| 2017 | «Разговор будет короткий» | Kreem              | No Chill                        |
| 2017 | «Супер-магазин»           | i61 и Лауд         | «ЯМолодойПридурок»              |
| 2017 | «Louis Vuitton Kiss»      | Pharaoh            | Pink Phloyd                     |
| 2017 | «Я убегаю домой»          | Basic Boy          | Supernormal. Vol.1              |
| 2017 | «Зеркало»                 | Ic3peak            | «Сладкая жизнь»                 |
| 2018 | «Мама мия»                | 044 Rose           | «Альбом 044»                    |
| 2018 | «Dead Heat»               | Big Baby Tape      | Hoodrich Tales                  |
| 2018 | «Мясная лавка»            | Батерс             | «Критикал хит»                  |
| 2018 | «Реприза»                 | Saluki             | «Улицы, дома»                   |
| 2018 | «Soundtrack 2 Low Life»   | OG Prince          | The Decox                       |
| 2018 | «Dolls»                   | Goddeem            | Sensual                         |
| 2018 | «Konichiwa»               | Big Baby Tape      | Dragonborn                      |
| 2018 | «M.O.D.»                  | Jeembo             | Gravewalker                     |
| 2018 | «My Life My Rules»        | Лауд               | «ТанецГолосЗвук 3»              |
| 2019 | «Властелин калек»         | Saluki             | «Властелин калек»               |
| 2019 | «Reference»               | i61                | Hi-Lyte (Prologue To Angelwave) |
| 2019 | «AFK»                     | Pkhat              | Volk Walk                       |
| 2020 | «HQ»                      | Sapa13             | «Монблан2020»                   |
| 2020 | «Оранжевая песня»         | zavet              | Velvet Heaven                   |
| 2020 | «Выходные»                | i61                | Angelwave                       |
| 2021 | «MK»                      | DopeVvs            | Oh Really                       |
| 2021 | «Дом»                     | Tveth и Lil Smooky | Kompressor                      |
| 2023 | «BROTHA BROTHA»           | Saluki             | «WILD EA$T»                     |

Сольные видеоклипы
| Год  | Название                              | Альбом                | Режиссёр                                                                 |
| ---- | ------------------------------------- | --------------------- | ------------------------------------------------------------------------ |
| 2012 | Moon (при участии Ivan Cros)          | Внеальбомный          | Ivan Cros                                                                |
| 2013 | Iraq                                  | Внеальбомный          | Ivan Cros                                                                |
| 2013 | Нас не догонят                        | Dopey                 | Ivan Cros                                                                |
| 2015 | Neonbones                             | Rapp                  | ISKRA                                                                    |
| 2015 | Мамина куртка (при участии i61)       | Otricala              | SANTAAL                                                                  |
| 2015 | Топский Павел                         | Otricala              | VISNU                                                                    |
| 2016 | Rare M3xxx Error                      | Rare Gods. Vol.2      | Никита Буянов                                                            |
| 2016 | Rare First Basement (при участии i61) | Rare Gods. Vol.2      | Nickie Zimov, i61, Boulevard Depo                                        |
| 2017 | Carousel                              | Sweet Dreams          | VISNU                                                                    |
| 2018 | Кащенко                               | Rapp2                 | Дима Ицков                                                               |
| 2019 | No Flag                               | Stay Ugly             | Орхан Абулов и Алиса Гавура                                              |
| 2019 | DRUГ                                  | Stay Ugly             | Porno Prince                                                             |
| 2020 | Angry toy$                            | Old Blood             | Porno Prince                                                             |
| 2023 | COOLA                                 | «Сертоловский токсик» | Porno Prince                                                             |
| 2024 | ХП                                    | Футуроархаика         | Porno Prince                                                             |
| 2024 | БЕЛЫЙ ФЛАГ                            | Футуроархаика         | Tracy Hiphop                                                             |
| 2025 | ДЫРБУЛЩИЩ                             | Футуроархаика         | Tracy Hiphop, Алексей Лизунов, Кирилл Войнов, Ира Елькина, Костя Баранов |

В качестве гостя
| Год                                       | Название                                                         | Альбом            | Режиссёр       |
| ----------------------------------------- | ---------------------------------------------------------------- | ----------------- | -------------- |
| 2014                                      | Грязь (при участии Kreem)                                        | Creme De La Creme | Иван Крос      |
| 2015                                      | Champagne Squirt (при участии Pharaoh)                           | Внеальбомный      | VISNU          |
| Моё тело (при участии Krestall / Courier) | Unfollow                                                         | Никита Брус       |                |
| 2016                                      | Crazy Again (при участии Gera Pkhat)                             | Forfree           | Алексей Рожков |
| 2016                                      | 5 Минут Назад (при участии Pharaoh)                              | Плакшери          | Kosmodrome     |
| 2019                                      | Выход силой (при участии OFFMi)                                  | Внеальбомный      | Андрей Лисанов |
| 2019                                      | Esquire Cypher (при участии Big Baby Tape, i61, OFFMi и Батерса) | Внеальбомный      | Esquire Russia |
| 2019                                      | M.O.D. (при участии JEEMBO и ЛАУД)                               | Внеальбомный      | VISNU          |

## Концертные туры

### В составе «YungRussia»
| Год  | Тур                     |
| ---- | ----------------------- |
| 2015 | Showcase Tour           |
| 2016 | Episode II: Springbreak |
| 2016 | Harvest Time            |

### Сольные
| Год  | Тур              |
| ---- | ---------------- |
| 2018 | Rapp2 Tour       |
| 2019 | Rapp2 Tour 2     |
| 2020 | Old Blood Tour   |
| 2021 | Old Blood Tour 2 |
| 2023 | Токсик Тур       |